# بنديغمور (غرمخان)
بندیغمور (بالفارسية: بندیغمور) هي قرية تقع في إيران في قسم غرمخان الريفي. يقدر عدد سكانها بـ 462 نسمة بحسب إحصاء 2016.